# Flaga stanowa Teksasu

Flaga obowiązująca w latach 1836–1839

Flaga stanowa Teksasu - flaga o nazwie Lone Star Flag (flaga samotnej gwiazdy), ze złotą gwiazdą na niebieskim tle, była symbolem niepodległej republiki. W roku 1839 przeprowadzono reformę tak, by barwy nawiązywały do flagi państwowej USA. Od 1845 jest flagą stanu Teksas. Kolory symbolizują lojalność (niebieska), czystość (biała) i męstwo (czerwona). Nowa flaga zachowała przydomek Lone Star Flag. Oficjalnie przyjęta 25 stycznia 1839 roku. Proporcje 2:3.
Pieczęć stanu wzorowano na poprzedniej fladze.